# Dixa tetrica
Dixa tetrica är en tvåvingeart som beskrevs av Peus 1934. Dixa tetrica ingår i släktet Dixa och familjen u-myggor.
Artens utbredningsområde är Kanarieöarna. Inga underarter finns listade i Catalogue of Life.